# Valle de Ancares
Valle de Ancares (hasta el 23 de agosto de 2023, Candín) es un municipio español de la provincia de León, en la comunidad autónoma de Castilla y León. Se encuentra situado en la comarca tradicional del valle de Ancares, formando actualmente parte de la comarca administrativa de El Bierzo. Cuenta con una población de 275 habitantes (INE 2024).
Aun siendo el español mayoritario en la población, es uno de los municipios leoneses que son bilingües, siendo considerada su habla como gallego por algunos autores y por otros como ancarés, que sería una mezcla de las lenguas leonesa y gallega.
El municipio se corresponde con el valle del río Ancares además de Balouta y Suárbol, que se encuentran en la cuenca del río Navia separados del valle por el puerto de Ancares (1648 metros).

## Naturaleza

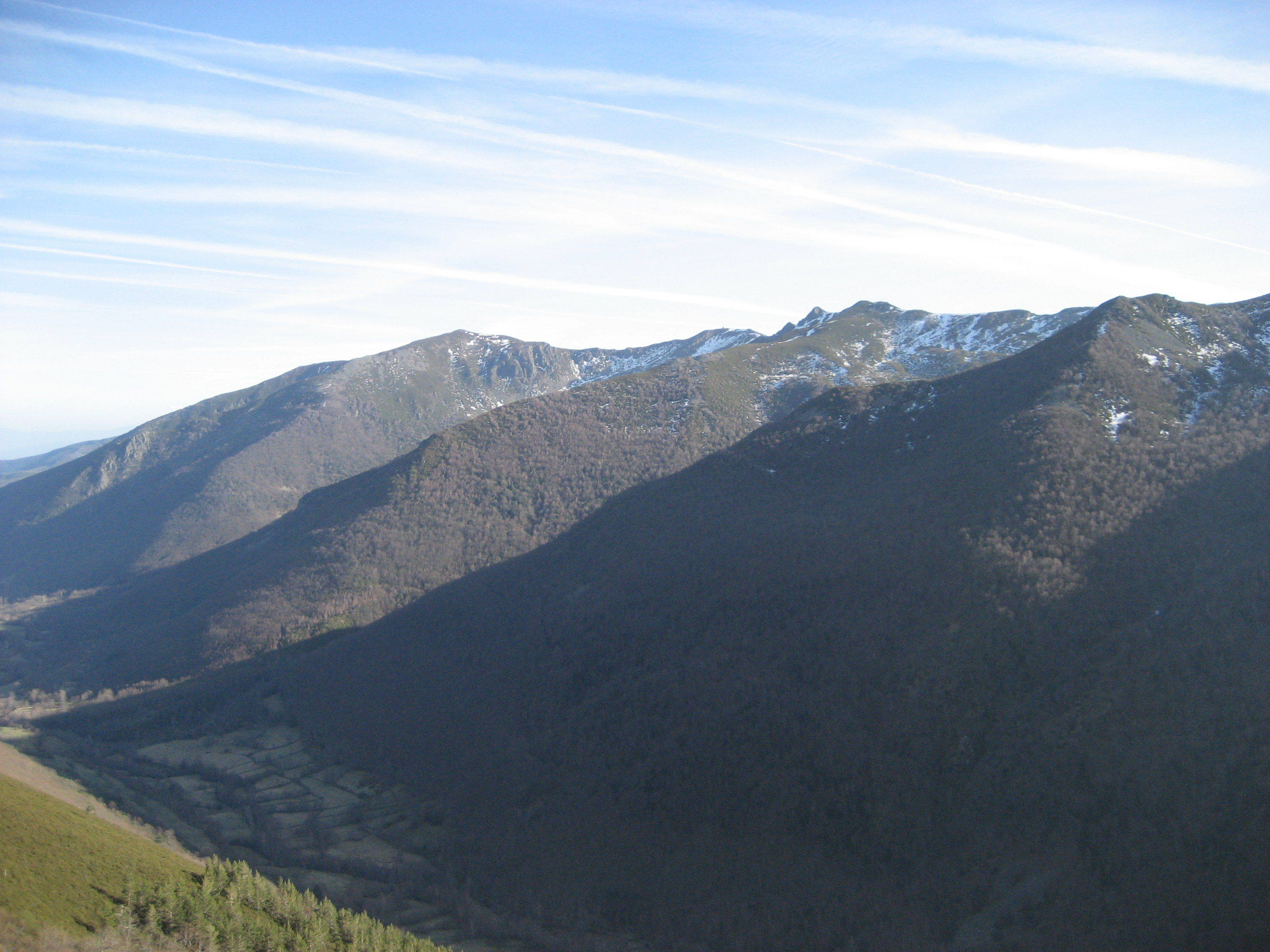
Montes del valle de Ancares

El municipio de Valle de Ancares forma parte de la reserva de la biosfera de los Ancares Leoneses (reconocida como tal por la UNESCO en 2006), al situarse en plena sierra de Ancares, una estribación de la cordillera Cantábrica, con altitudes que rozan los 2000 metros, y cuyos valles recorren los ríos Ancares, Cúa y Burbia.
En este entorno se sitúan diversos bosques de acebo, castaños milenarios, bosques de robles y hayas centenarias, habiendo abierto los ríos valles encajados, estructurándose la población en pequeños núcleos en el fondo de estos valles o en las laderas utilizando los terrazos próximos a los pueblos para la agricultura, siendo los montes de carácter comunal.

## Historia

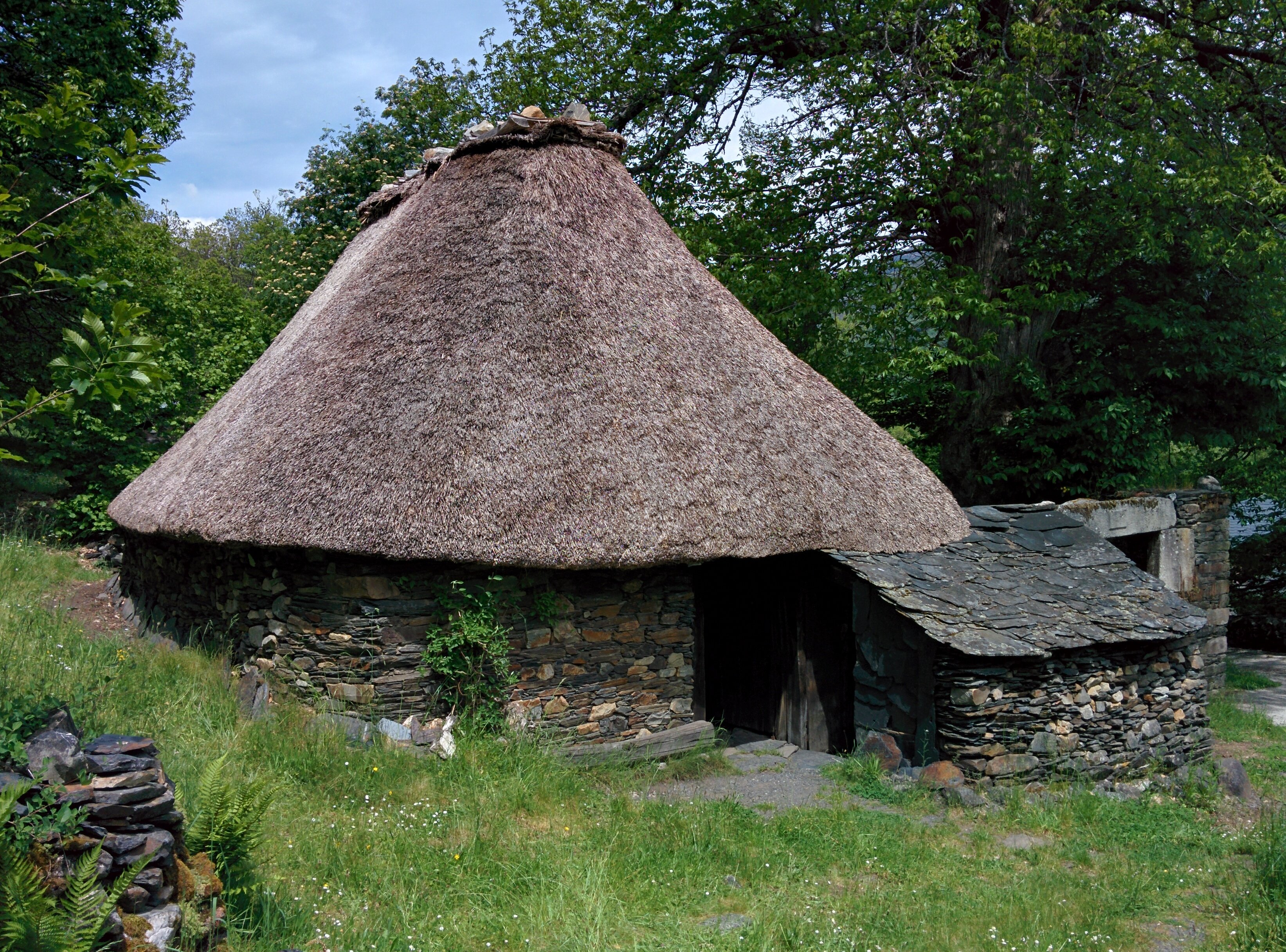
Palloza en Pereda de Ancares

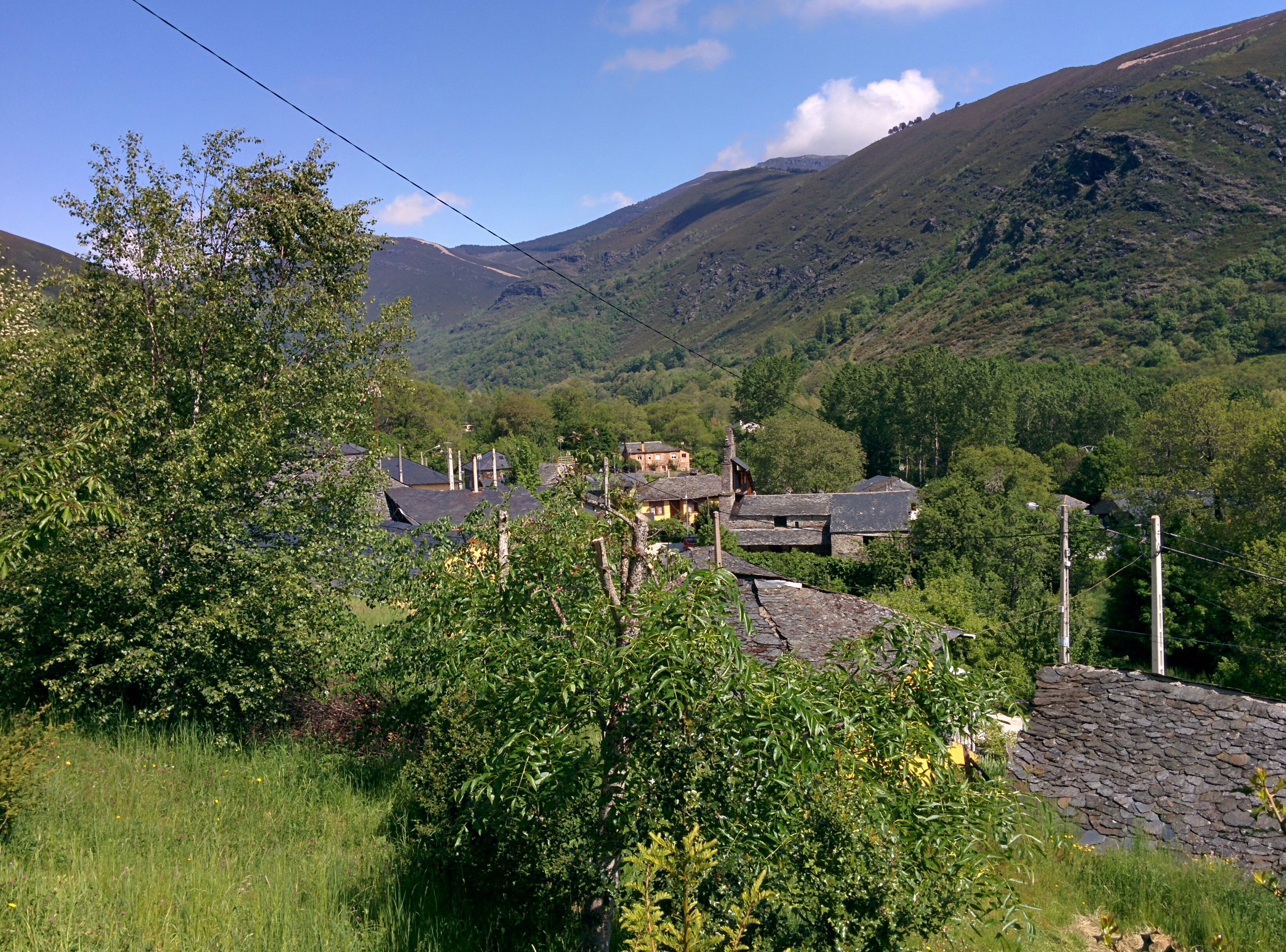
Panorámica de Pereda de Ancares

Aunque las numerosas pallozas conservadas en las localidades del municipio se consideran herencia del pueblo prerromano de los astures, lo cierto es que los primeros yacimientos de presencia humana en el municipio de Valle de Ancares se datan en época romana, época en la que se fechan el yacimiento arqueológico de explotaciones auríferas romanas de Las Murocas o la calzada romana de Suárbol.
No obstante, la configuración como localidades de Candín y del resto de poblaciones del municipio se dataría en la Edad Media, cuando se integraron en el reino de León, en cuyo seno se habría acometido su fundación o repoblación. Por otro lado, debido a su adscripción territorial a este territorio desde la Alta Edad Media, durante toda la Edad Moderna las localidades del municipio formaron parte de la jurisdicción del Adelantamiento del reino de León.
Ya en el siglo XV, con la reducción de ciudades con voto en Cortes a partir de las Cortes de 1425, las localidades del municipio pasaron a estar representadas por León, lo que les hizo formar parte de la provincia de León en la Edad Moderna, situándose dentro de esta en el partido de Ponferrada.
Posteriormente, en la Edad Contemporánea, en 1821 Candín fue una de las localidades que pasó a formar parte de la provincia de Villafranca, si bien al perder esta su estatus provincial al finalizar el Trienio Liberal, en la división de 1833 Candín quedó adscrito a la provincia de León, dentro de la Región Leonesa.
Finalmente, en el siglo XX, los incendios causaron la destrucción de diversos edificios de arquitectura tradicional en el municipio, principalmente pallozas, que tenían los típicos teitos de paja de centeno y elementos de madera que se perdieron tanto en el incendio que arrasó en 1957 la Gran palloza de Suárbol, y que era la palloza más grande conservada hasta entonces en la provincia de León, como en el incendio que arrasó la parte alta de Suertes en 1965.

## Demografía
Cuenta con una población de 275 habitantes (INE 2024).
| Gráfica de evolución demográfica de Valle de Ancares entre 1842 y 2021                                                |
| |
| Población de derecho según los censos de población del INE. Población de hecho según los censos de población del INE. |

### Núcleos de población
El municipio se divide en varios núcleos de población, que poseían la siguiente población en 2017 según el INE.
| Núcleo de población   | Población |
| --------------------- | --------- |
| Pereda de Ancares     | 54        |
| Candín                | 50        |
| Sorbeira              | 39        |
| Lumeras               | 33        |
| Suertes               | 29        |
| Balouta               | 25        |
| Tejedo de Ancares     | 18        |
| Suárbol               | 13        |
| Espinareda de Ancares | 10        |
| Villasumil            | 7         |
| Villarbón             | 5         |

## Servicios públicos
Al ser Candín la cabecera del municipio, acoge la mayor parte de los servicios del valle, como el Ayuntamiento, el consultorio médico, el centro de ATS, un Telecentro de Internet rural, una farmacia, un estanco, dos bares, un hogar del jubilado, un albergue y una casa rural, además de un complejo de apartamentos turísticos. En la casa consistorial se encuentran el Ayuntamiento, el consultorio médico y el Telecentro de Internet rural. Todo esto convierte a Candín en el centro comercial y de servicios del municipio.

## Patrimonio

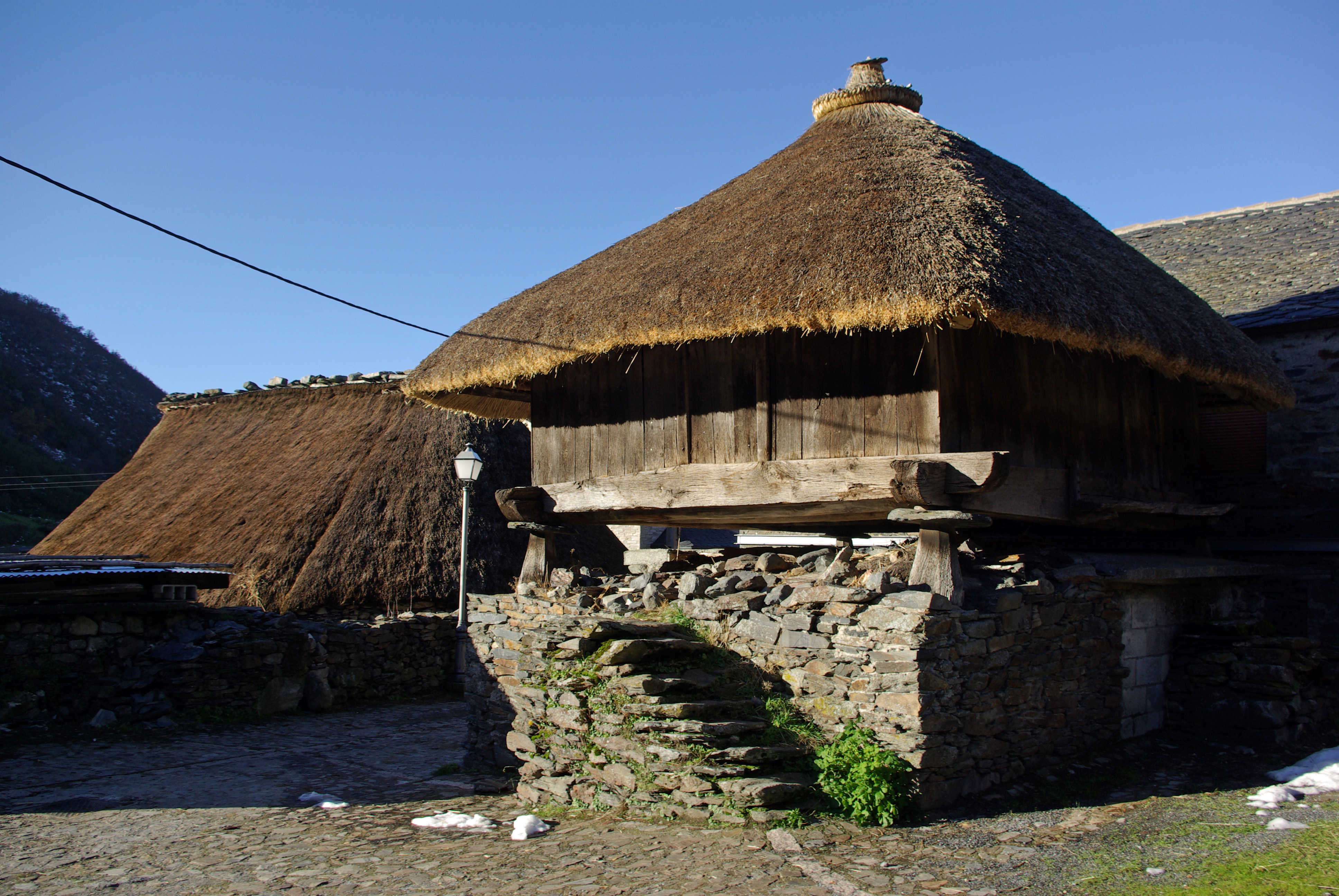
Hórreo en Balouta

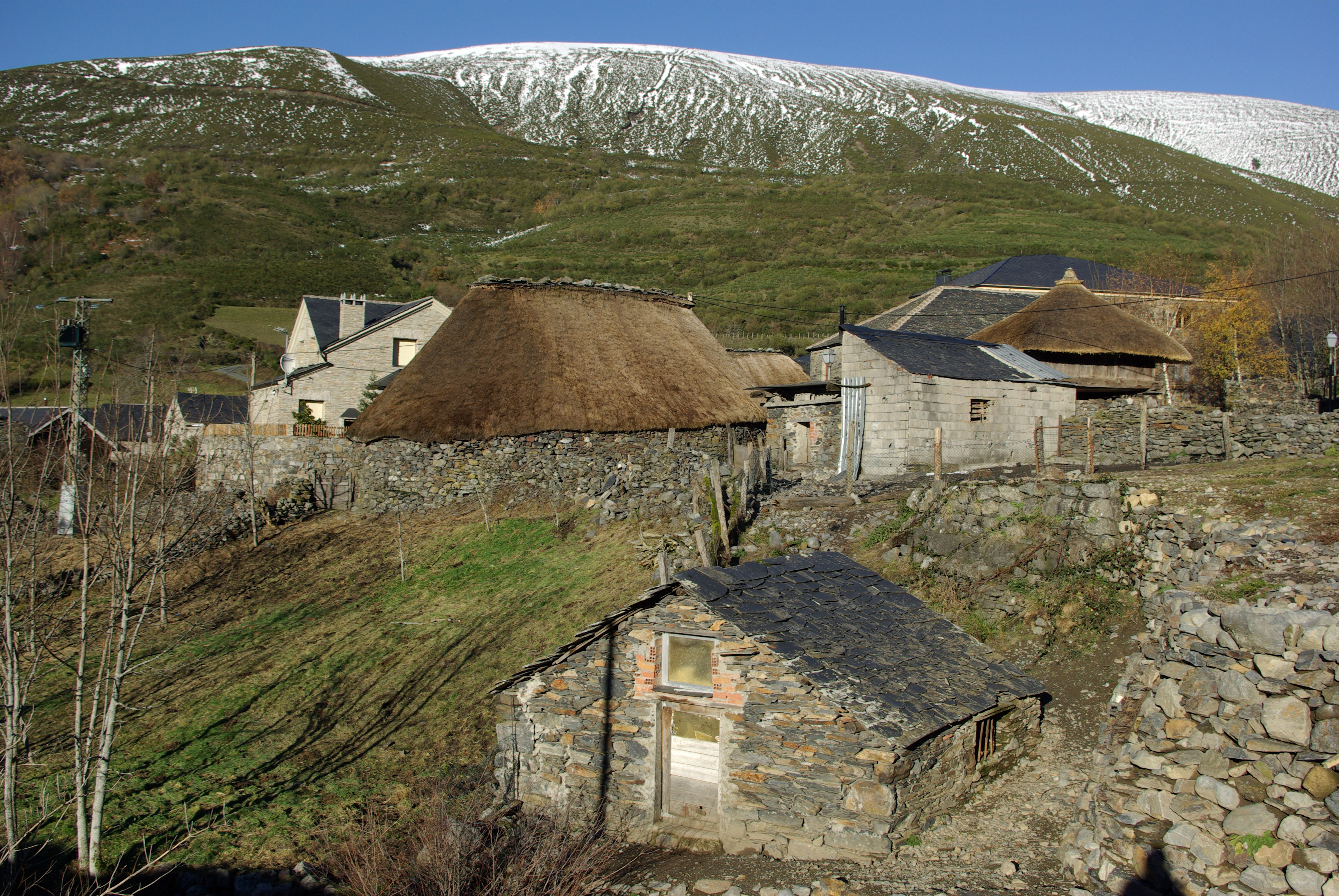
Pallozas en Balouta

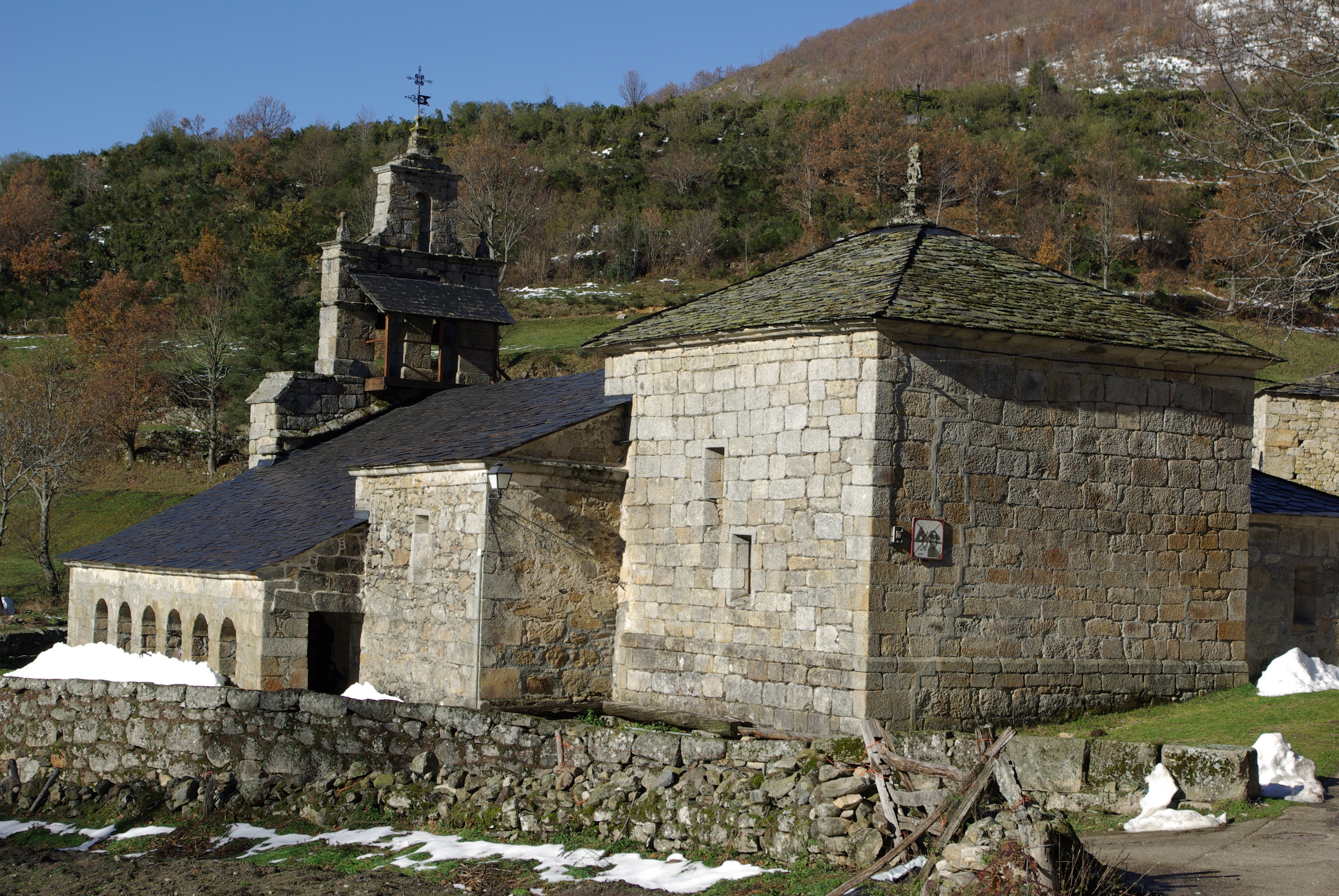
Iglesia de Suárbol

Respecto al patrimonio, destaca en el municipio la localidad de Balouta, que posee el mejor conjunto de pallozas del municipio, así como un hórreo, poseyendo también otros interesantes monumentos, como la iglesia de Santiago, o las ruinas del Corralón de los Lobos, una antigua trampa para lobos con cebo vivo. En cuanto a la capital municipal, Candín, cabe señalar su iglesia de la Virgen de las Angustias, fuentes como la del Fumeixín, o el yacimiento arqueológico de explotaciones auríferas romanas de Las Murocas.
Por su parte, en Lumeras destaca la iglesia parroquial, las antiguas escuelas y, especialmente, su fuente ubicada en la plaza del Cristo. En Pereda de Ancares cabe señalar su iglesia parroquial, en la que sobresalen el soportal de entrada y su campanario de mampostería, así como una de las pallozas mejor conservadas de Ancares, mientras que en Espinareda de Ancares destacan algunos ejemplos de arquitectura tradicional (pallozas y hórreos), la iglesia parroquial y la fuente ubicada en la plaza.
Por otro lado, en Sorbeira destaca la iglesia de San Esteban, mientras que en Suárbol cabe señalar su arquitectura tradicional (pallozas ancaresas y hórreos de tipo leonés), así como su iglesia de Santa María del siglo XVII (declarada Bien de Interés Cultural), y la calzada romana. En Suertes destaca su arquitectura tradicional, sus dos molinos y la iglesia, mientras que en Tejedo de Ancares destaca el puente medieval, ubicado junto a un viejo molino también reseñable, así como un antiguo horno, la iglesia parroquial, la ermita de Santa Magdalena, y la antigua herrería.
En cuanto a Villarbón, cabe reseñar en él un hórreo de tipología leonesa en buen estado de conservación, así como una fuente, el lavadero, o las ruinas de la iglesia de Santa Bárbara, que carece de culto. Finalmente, en Villasumil destaca su pequeña iglesia románica y un castaño milenario conocido como Cantín, que se ubica frente a la iglesia de la localidad.

### Pallozas
Las pallozas son las viviendas tradicionales de la zona, siendo el máximo exponente de la arquitectura tradicional de Los Ancares. De líneas redondeadas, se acomodan al desnivel del terreno. Algunas son bastante grandes llegando a medir más de 10 m de largo y sus muros —de unos 2 m de alto— son de piedra caliza pizarrosa. La cubierta es a cuatro aguas techada con paja de centeno con la técnica a paleta y rematan la cumbrera o cume de una manera muy original haciendo un trenzado con los colmos de paja que además de ser un elemento útil, resulta atractivo; este trenzado es doble en las cabeceras de los testeros que es donde el viento azota más y hay más peligro de deterioro. Por encima es costumbre colocar unas losas planas de pizarra para mayor sujeción. En uno de los costados alargados se abren los vanos que son dos puertas de acceso a la vivienda y de entrada a la cuadra. El armazón es de madera, ennegrecida por el humo al paso de los años.

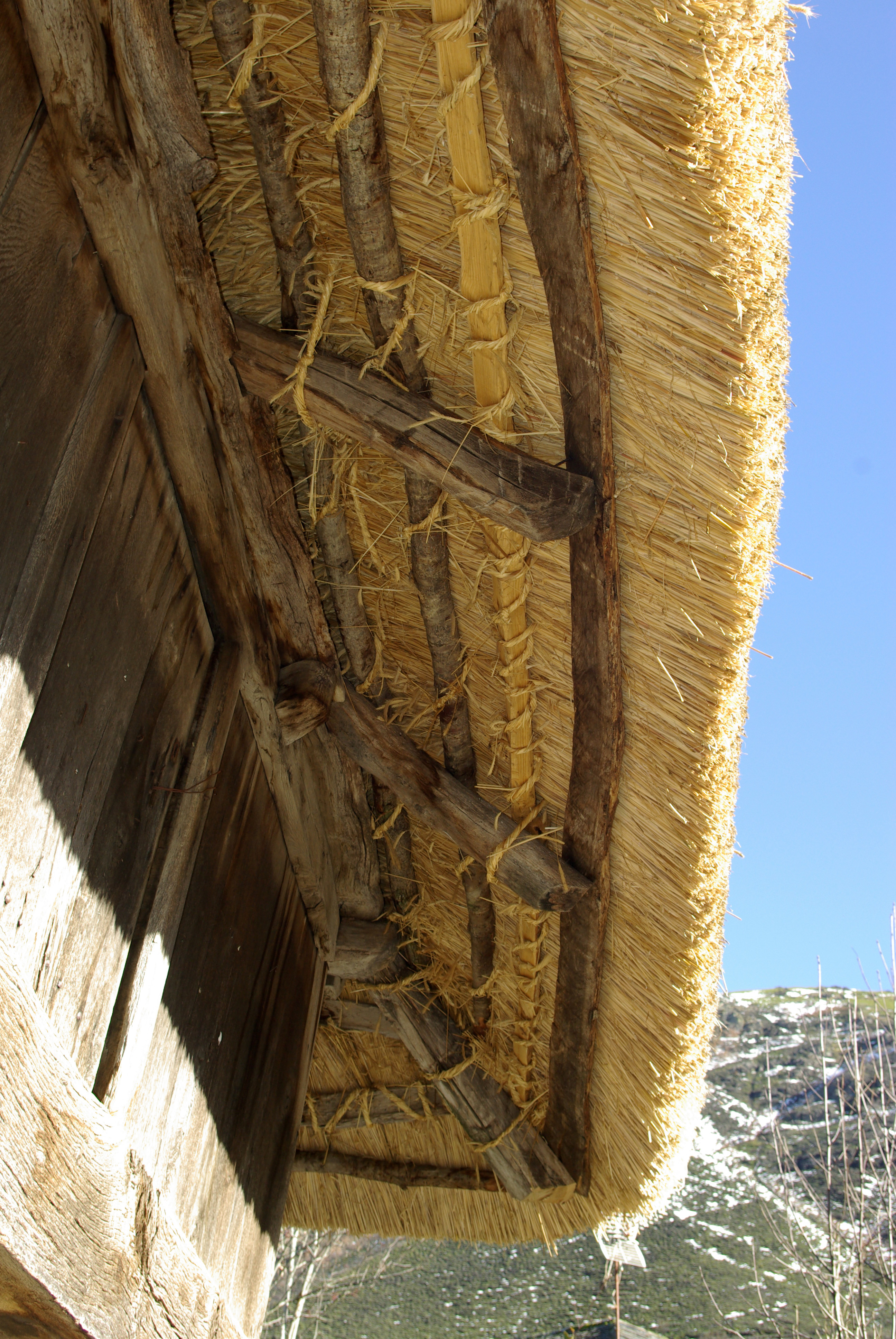
Enrasado con la técnica a paleta.
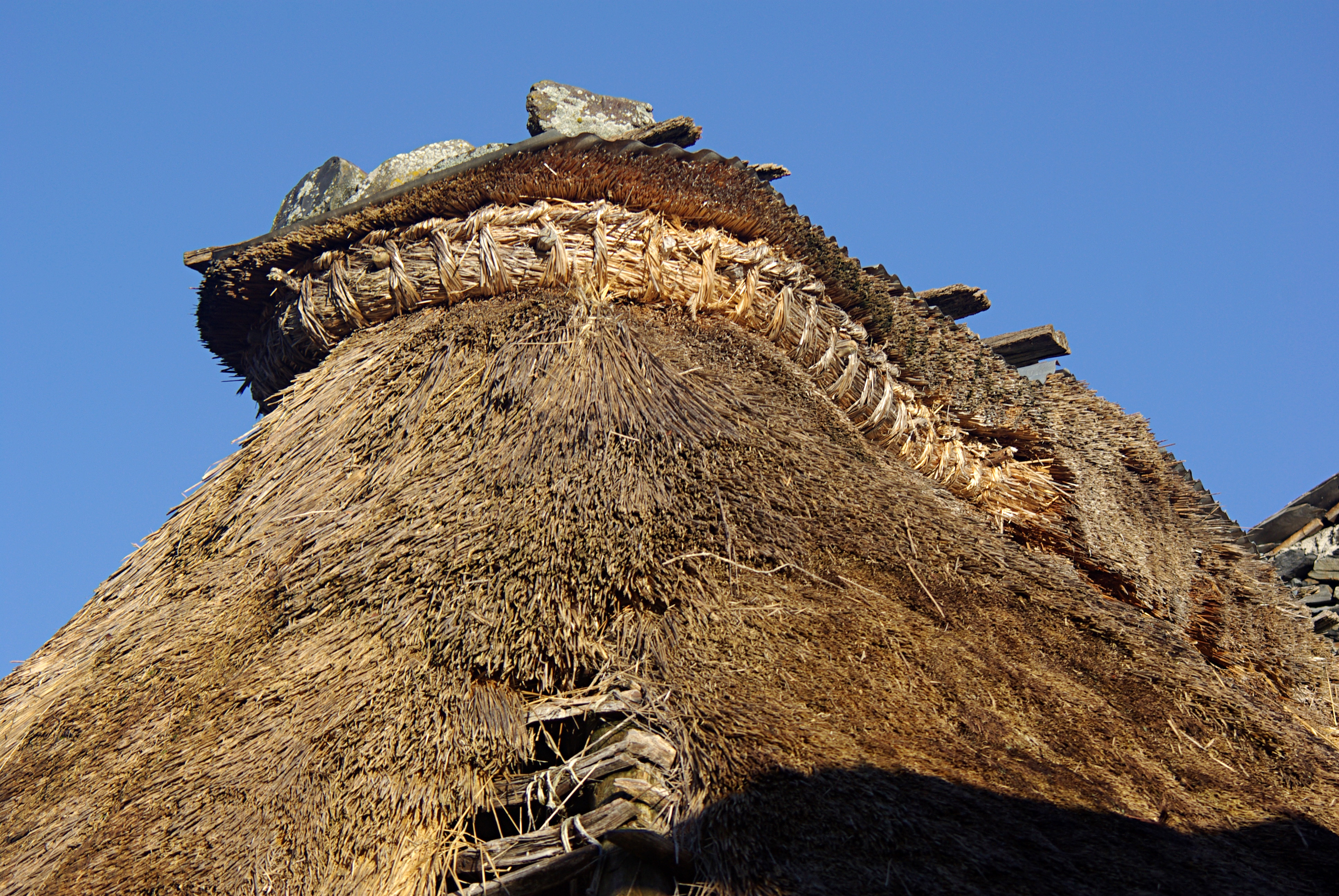
Remate de la cumbrera del testero.
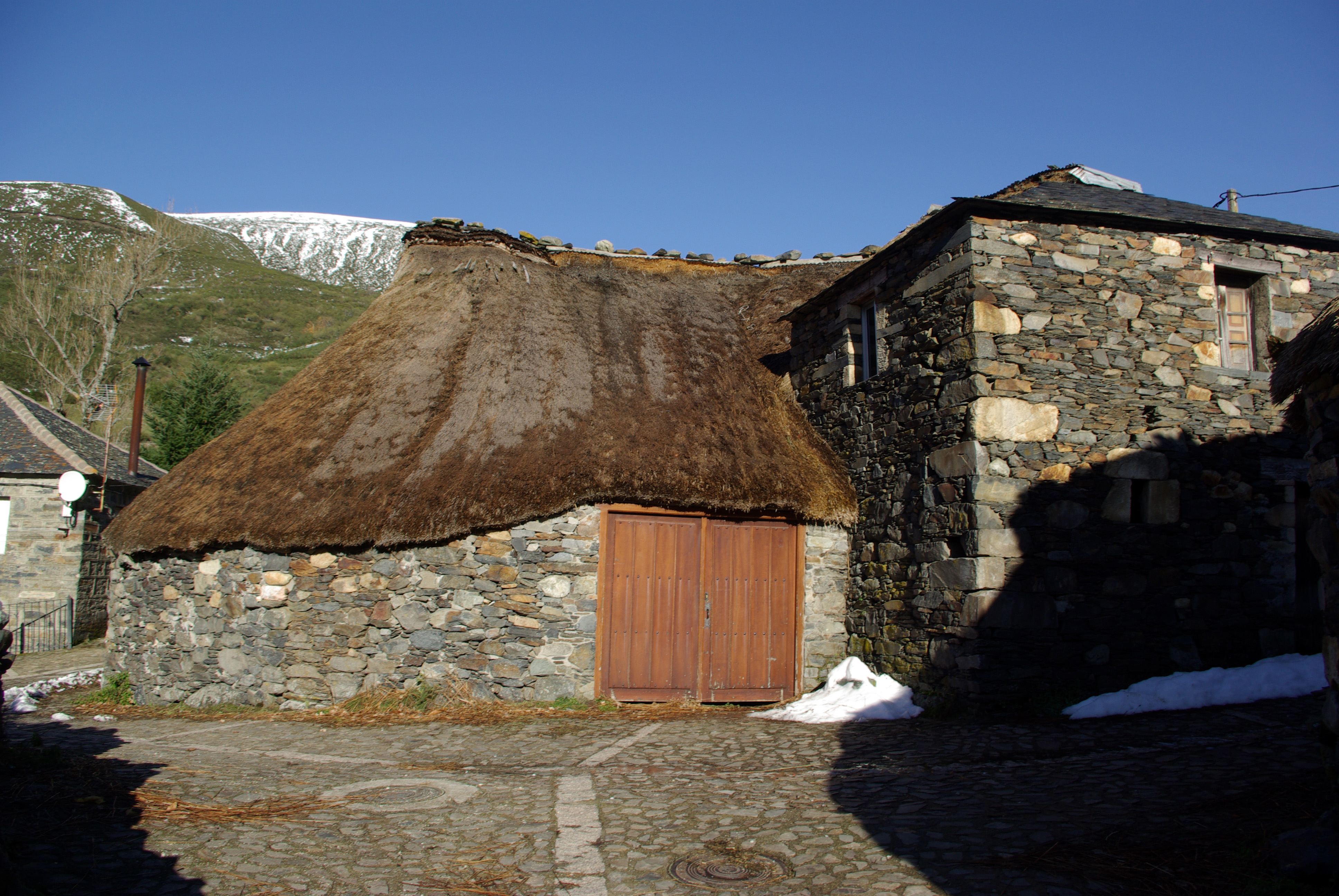
Palloza y su evolución hacia casa de piedra con tejado de pizarra.
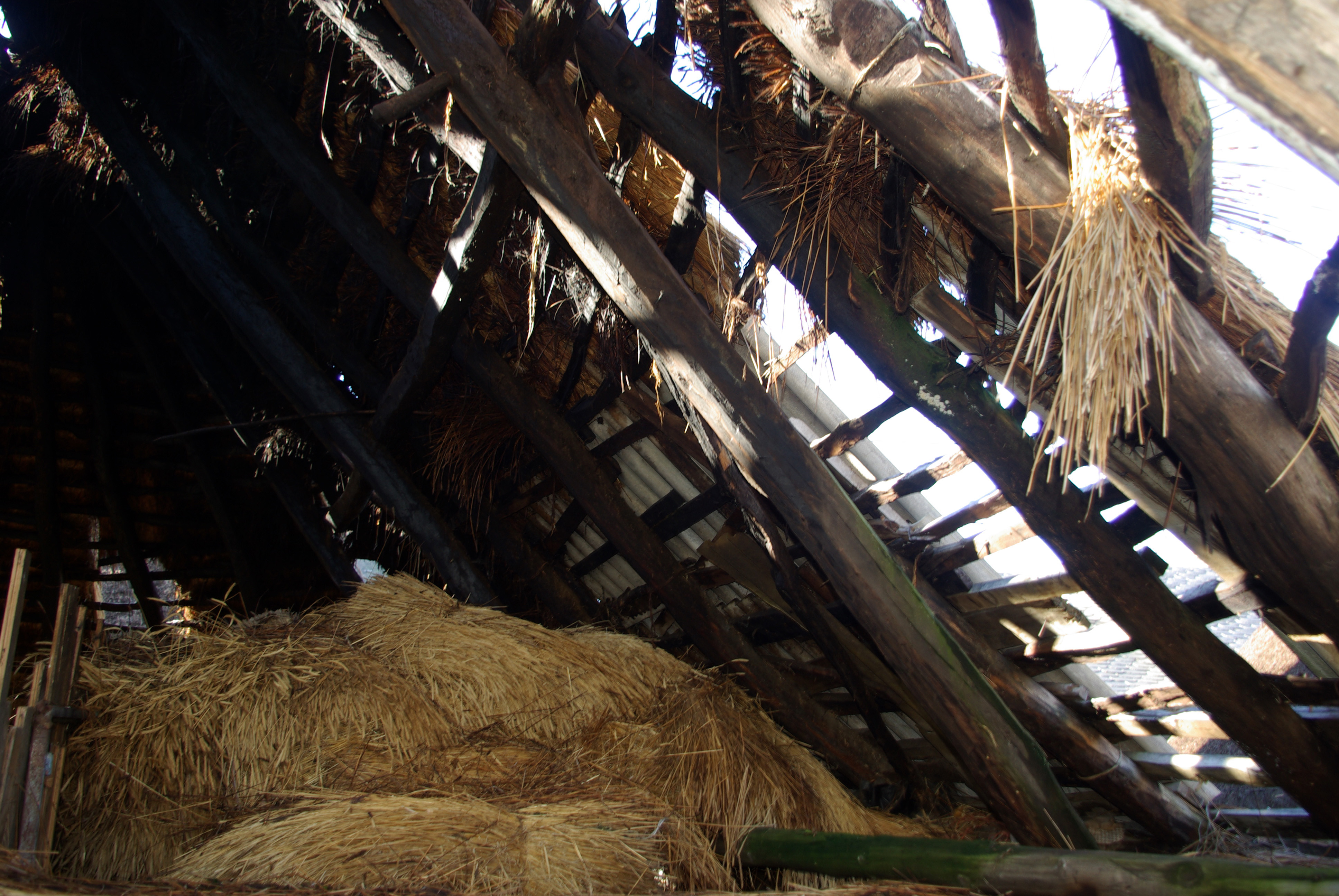
Entramado de madera en la zona del pajar.

## Fiestas
- Candín: La Cruz (en junio), San Lorenzo (10 de agosto), San Quintín (octubre) y Santa Bárbara (diciembre).
- Espinareda de Ancares: Virgen de los Dolores (primer domingo de junio).
- Lumeras: San Tirso (finales de enero) y San Pedro (finales de junio).
- Pereda de Ancares: San Jorge (23 de abril).
- Sorbeira: El Carmen (16 de julio) y San Esteban (26 de diciembre).
- Suárbol: Santa María (17 de agosto).
- Suertes: San Roque (16 de agosto) y Carnavales.
- Tejedo de Ancares: San Juan (24 de junio) y Romería a la ermita de Santa Magdalena (último domingo de julio).
- Villasumil: Nuestra Señora (20 de marzo) y San Bernardo (25 de mayo).